# ニーマン・ピック病
ニーマン・ピック病（ニーマン・ピックびょう、Niemann-Pick disease）は、先天的な遺伝子の変異によって引き起こされる酵素の異常によって、本来分解されるはずの不溶性の代謝物が細胞内に蓄積する先天性代謝異常症である。常染色体潜性遺伝の遺伝形式をとる。
分類によって発症メカニズム・症状・予後などが大きく異なる疾患であり、ニーマン・ピック病A型およびB型は、細胞内の酸性スフィンゴミエリナーゼの異常によって起こるスフィンゴミエリンの蓄積が原因とされ、内臓腫大等の症状を生じる。ニーマン・ピック病C型は脂肪輸送の欠陥によって、細胞内にコレステロールが蓄積し、小児期に運動失調やその他の神経症状を生じる。

## 概要

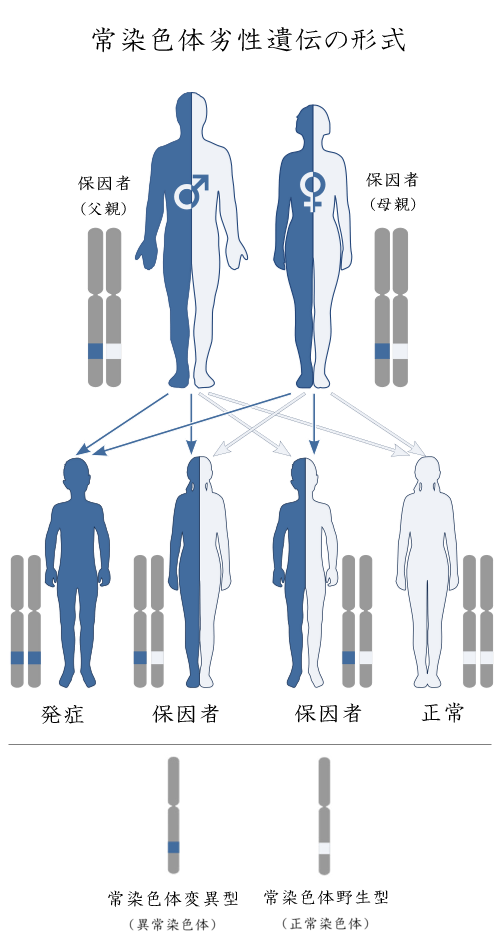
常染色体劣性遺伝（両親ともに遺伝的保因者の場合）

常染色体潜性遺伝の遺伝形式をとる先天性遺伝子疾患である。
細胞小器官の一つであるリソソーム（ライソゾーム）は、体内のさまざまな物質を加水分解酵素で分解する役割を持つ。この酵素（リソソーム酵素と総称される）に先天的な遺伝子の変異が生じると、酵素によって本来分解されるべき代謝物が分解されず、細胞内に蓄積してしまい異常が生じる。このような疾患をライソゾーム病と呼び、ニーマン・ピック病もこの一種である。
変異する遺伝子によって大きく二つに分類され、SMPD1と呼ばれる遺伝子の変異によって生じるものをニーマン・ピック病A型・B型、NPCと呼ばれる遺伝子の変異で生じるものをニーマン・ピック病C型と呼ぶ。蓄積する代謝物はA型・B型とC型とでやや異なり、A型・B型ではスフィンゴ脂質の一種であるスフィンゴミエリンが、C型ではコレステロールがおもに蓄積する。ニーマン・ピック病の他にも、スフィンゴミエリンとは異なるスフィンゴ脂質が蓄積するライソゾーム病は複数あり、これらを総称してスフィンゴリピドーシスと呼ぶ。
臨床症状としておもに脾腫が生じ、一部では神経症状を認める。専門とする診療科は神経内科であるが、神経症状あるいは発症時期などから小児科あるいは精神科に受診して、その後神経内科へ紹介される例もある。また、病理組織像としては、主にニーマン・ピック細胞とよばれる泡沫状の空胞を有する細胞が主に骨髄や脾臓で観察されることが特徴である。予後は分類によって大きく異なる。

## 歴史
ニーマンピック病が最初に報告されたのは、1914年である。ドイツの小児科医、アルベルト・ニーマンが、ユダヤ人幼児において神経症状が急速に進む症例を報告した。このとき彼はこの症例を、ゴーシェ病と似ているが神経症状がゴーシェ病とは一致しない、と評価した。その後、1926年にドイツの科学者ルートヴィヒ・ピックが、アルベルト・ニーマンの報告した症例は、ゴーシェ病とは組織学的に異なるものであることを示した。以後、彼らの名前をとって「ニーマン・ピック病」と呼ばれることになる。
その後、1961年にクロッカー（Crocker）によって、A型からD型までの4つに分類される。さらにこれに追加して、1967年にリン（Lynn）とテリー（Terry）によって、成人のニーマン・ピック病がE型と分類された。また、シュナイダー（Schneider）らによって神経症状が異なる患者が1978年に報告され、F型と分類された。ただし、現在ではD型はC型として論じられることが多く、E型やF型には明確な定義はないとされており、主にA型・B型、C型の分類が多く用いられている。
分類が進むとともに、病因の解析も進められた。1934年には、クレンク（Klenk）が患者組織に蓄積している物質をスフィンゴミエリンと同定した。1966年には、ブラディ（Brady）によって、スフィンゴミエリンを分解する酵素である酸性スフィンゴミエリナーゼが患者組織において欠損していることが示された。さらに、Levranらによって、遺伝子SMPD1 の変異が1991年に発見され、1992年には秋田大学の高橋勉らによって、ニーマン・ピック病A型およびB型がこのSMPD1 の変異により生じると報告された。C型についても、1997年に、Carsteaらによって、症例の90%以上に特徴的な遺伝子が同定され、NPC-1 と命名されている。さらに2000年には、Naureckieneらによって、C型における別の原因遺伝子NPC2 が報告されている。
治療法としては、EUにおいてニーマン・ピック病C型の治療薬ミグルスタットが2009年に承認され、日本においても2012年に承認されている。

## 分類
A～F型に分類されるが、D～F型は極めてまれであり、D型はC型としてまとめられることが多い。

### おもな型
- A型 (急性神経型) - スフィンゴミエリナーゼ酵素（ASM）活性が5%以下の重症型[5]。SMPD1 の変異が原因[26]。
- B型 (慢性非神経型) - スフィンゴミエリナーゼ酵素（ASM）活性は5%以上で、神経症状はみられないのが特徴[7]。SMPD1 の変異が原因[26]
- C型 (慢性神経型) - コレステロールの蓄積がみられ、NPC 遺伝子の変異が原因。
  - C1型 - NPC1 の変異が原因の型[27]。
  - C2型 - NPC2 の変異が原因の型[28]。

### 極めてまれな型
- D型 - カナダのノバスコシア州で特有の型として報告されたが、通常C1型として論じられる[16]。
- E型 - 思春期以降に発症するものが分類される[29]が、明確な定義はない[17]。
- F型 - 1978年に報告された症状が他のものと少し異なる型だが、明確な定義はない[17]。

## 機序・病態

スフィンゴミエリン

コレステロール

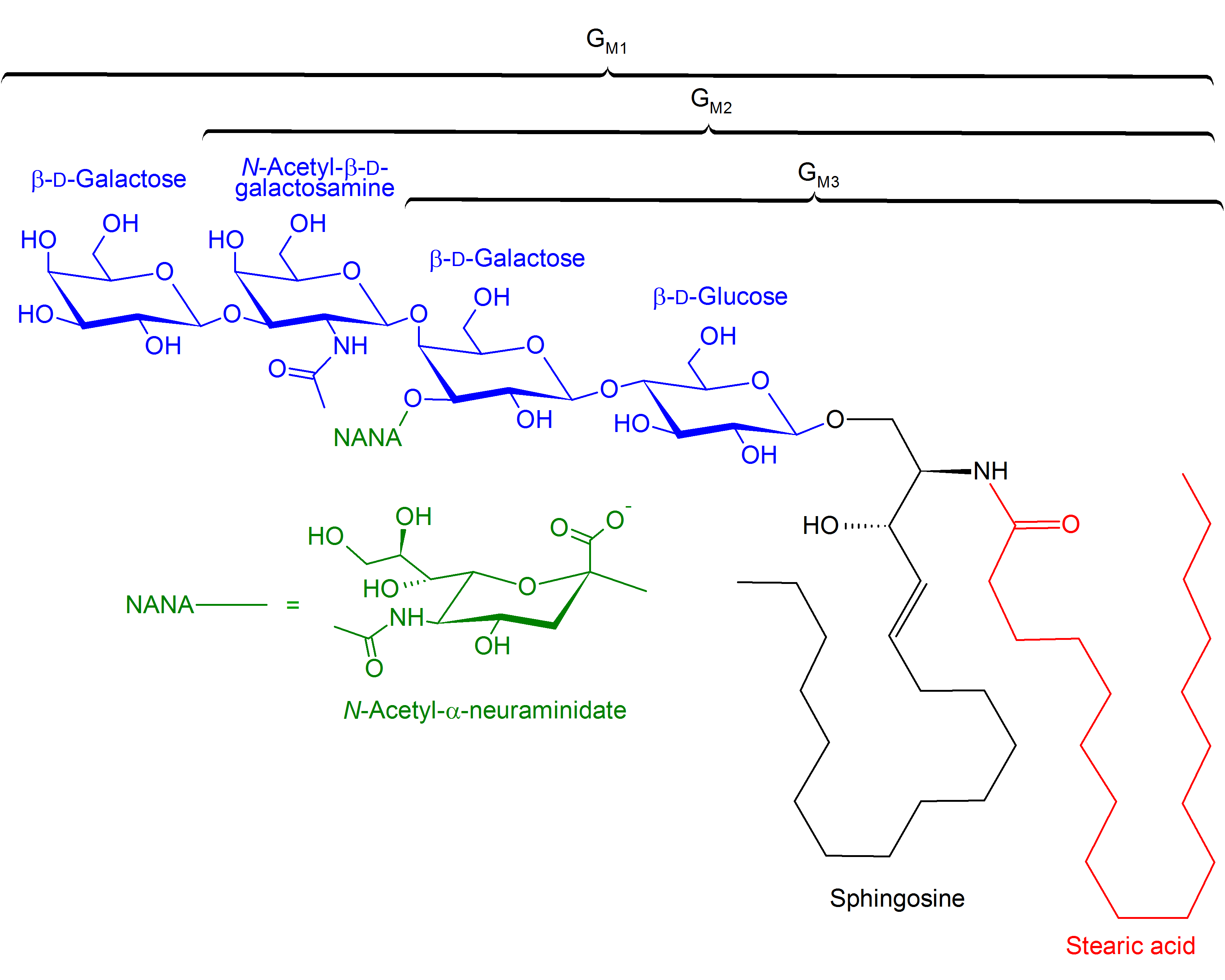
ガングリオシドの構造

### A型およびB型
A型およびB型は、神経組織の細胞膜を構成するリン脂質であるスフィンゴミエリンが蓄積することによって生じる。
神経線維は、細胞体と軸索によって構成されている。軸索にはミエリンと呼ばれる絶縁性のリン脂質が存在しており、これによってヒトは中枢神経系などを保護し、伝導速度を確保している。このミエリンを構成するのがスフィンゴミエリンであり、その量のバランスを合成経路と分解経路によって保っている。スフィンゴミエリンの代謝経路では、細胞内のリソソームに存在する加水分解酵素の一つである酸性スフィンゴミエリナーゼ（ASM、あるいはスフィンゴミエリン・ホスホジエステラーゼ;SMPD）が重要な役割を果たしている。酸性スフィンゴミエリナーゼはホスホリパーゼCの一種であり、スフィンゴミエリンの一部を除去しセラミドへと分解する。
ニーマン・ピック病A型,B型の原因は、遺伝子異常によって酸性スフィンゴミエリナーゼが欠損することである。代謝されずに残ったスフィンゴミエリンが、神経細胞や除去しようと集まったマクロファージに蓄積する。集まったマクロファージは脂質の小滴や粒子であふれ、細胞質内に細かい空胞や泡沫が形成される。このような泡沫が形成されたを細胞をニーマン・ピック細胞と呼ぶ。また、スフィンゴミエリンが分解されないため、分解産物であるセラミドも生じない。セラミドとセラミドをさらに分解してできるスフィンゴシンは、アポトーシス促進作用がある。そのため、ニーマン・ピック病の患者にはアポトーシス耐性をもつ細胞も生じる。

#### 原因遺伝子
原因遺伝子は酸性スフィンゴミエリナーゼ (スフィンゴミエリン・ホスホジエステラーゼ1;Sphingomyelin phosphodiesterase 1(en))から、SMPD1と名付けられている。SMPD1は酸性スフィンゴミエリナーゼ（ASM）をコードしている遺伝子である。1991年にこの遺伝子の完全長の相補的DNA配列が報告され、同年にはLevranらによって、ニーマン・ピック病A型およびB型にSMPD1の変異が発見されている。

### C型
C型は、A型およびB型とは病態が異なるとされる。肝臓や脾臓においてスフィンゴミエリンのほかに、コレステロールやその他の糖脂質などが蓄積し、脳ではとくにGM2,GM3ガングリオシドと呼ばれる糖脂質の蓄積がみられる。
C型の原因を述べる上で重要なのがコレステロールの代謝経路である。体内に吸収されたコレステロールは、さまざまな種類のリポタンパク質とよばれる状態で存在する。リポタンパク質のうちコレステロールの占める割合の大きいLDL（いわゆる悪玉コレステロール）は、LDL受容体を介して肝臓などの細胞中に吸収される。この吸収はエンドサイトーシスとよばれる方法で行われ、その際吸収されたLDLはエンドソームという小胞を形成し、この小胞はリソソーム内の酵素によって分解される。このとき、ニーマン・ピック病C型では遺伝子異常によってリソソームからコレステロールを排出できないため、コレステロールは分解されずに細胞質内に蓄積する。つまり、細胞内にコレステロールが取り込まれたのちの反応が起こらないことがC型の特徴である。A型やB型と同様に、骨髄中にニーマン・ピック細胞の存在が認められる。

#### 原因遺伝子
原因遺伝子はニーマンピック病C型（NPC）からNPC1 およびNPC2 と名付けられており、多くの症例はNPC1 の変異が占めている。NPC1遺伝子は18番染色体長腕q11-q12に存在し、ミスセンス突然変異、挿入、欠失、重複など240以上の変異が報告されている。NPC2 遺伝子は、14番染色体長腕q24.3に存在する。
1980年代後半ごろから原因遺伝子の検索がおこなわれ、1991年に、C型の大部分（90%以上）に特徴的な遺伝子が同定され、NPC-1 と命名された。遺伝子NPC1 によるタンパク質NPC1はリソソームおよび後期のエンドソームに存在する膜タンパク質であり、コレステロールの恒常性維持に関与すると考えられている。細胞内コレステロール輸送の重要分子と考えられているが、病態への関与のメカニズムには不明な点が多い。
NPC2はリソソーム内のコレステロール結合タンパク質であり、NPC1と相補的に機能していると考えられている。NPC2 は、ヒト精巣上体分泌タンパク質であるHE1を産生する遺伝子であり、2000年にニーマン・ピック病C型の少数型において変異が認められると報告された。リソソーム内のコレステロールはまずこのHE1（NPC2）と結合し、次に膜タンパク質であるNPC1に受け渡され、リソソームの外へ運ばれているのではないかと予想されている。NPC1とNPC2には重複する働きはないとされているが、それぞれの正確な機能は十分には明らかになっていない。

### ニーマン・ピック細胞

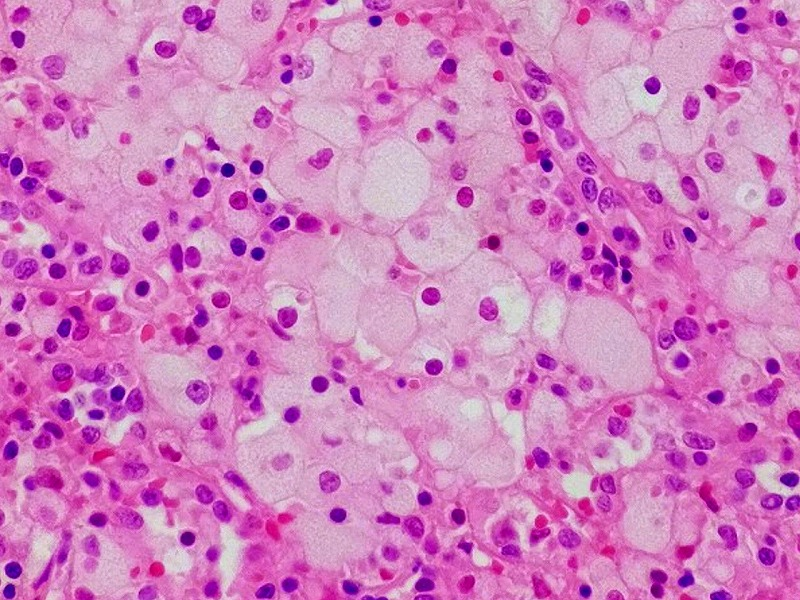
脾臓におけるニーマン・ピック細胞（HE染色）

前述の通り、ニーマン・ピック病では蓄積したスフィンゴミエリンなどの糖脂質を貪食したマクロファージの内部が、脂質の小滴や粒子であふれ、細胞質内に細かい空胞や泡沫が形成される。このような泡沫が形成されたを細胞をニーマン・ピック細胞と呼ぶ。主に骨髄や脾臓で観察され、リンパ管、肺動脈、肺胞へも浸潤がみられることがある。
ニーマン・ピック細胞は単核で、たくさんの脂肪滴を含んでいる。脂肪滴の大きさはほぼ均一。スダンブラックBやオイルレッドOと呼ばれる染色で染色されるほか、シュルツのコレステロール染色法（シュルツ反応）が陽性となる。。PAS染色でも弱い染色を示す。これらによって同じ先天性代謝異常症の一つであるゴーシェ病におけるゴーシェ細胞（封入体）との区別が可能である。（ゴーシェ細胞ではシュルツ反応が陰性、PAS染色が陽性となる。）

## 疫学
発症に男女差はない。日本では、ライソゾーム病の一つとして特定疾患（難病）に指定されているため、一定の認定基準のもとで治療費は公費で負担される。また、C型に関しては、患者や家族への情報発信、専門研究機関への治療・研究等の要請や啓発活動を目的とした「ニーマン・ピック病C型患者家族の会」が患者家族によって設立されている
A型およびB型の発症率はおおむね10万人に1人。すべての人種に見られるが、A型は特に東欧系ユダヤ人に多いとされ、その割合はおおむね4万人に1人である。原因遺伝子であるSMPD1の変異はユダヤ人に高頻度に存在している。発症頻度の少ないユダヤ人以外の人種においては、B型の遺伝子変異の一部が高頻度に存在している。日本人においては、高頻度の遺伝子異常は見出されておらず、日本においてニーマン・ピック病がきわめて稀な疾患であることを物語っている。
C型は、欧米では12万人に1人の頻度と考えられており、日本人における頻度は明確ではないが、欧米とほぼ同じと考えられている。

## 症状
脾臓、肝臓、骨髄、リンパ節、肺などが最も強く影響を受け、中でも脾臓が腫大する脾腫が特徴的である。これは、スフィンゴミエリンを貪食したマクロファージの影響である。そのほか、皮膚の異常としては顔面の黄色調変化のほかに、多汗、黄色腫、紫斑、カフェオレ斑などさまざまである。骨髄では、ニーマン・ピック細胞がみられる。

### A型およびB型

眼底のチェリーレッド斑（写真はテイ・サックス病のもの）

A型患者の脳は全体的に小さく、特に小脳の障害が強い。一部の神経細胞は膨化し、その内部には大きな封入体がみられることもある。また、神経細胞の髄鞘形成不全を認めることもあり、脱髄を示す。B型においては神経異常はほとんど見られない。脾臓は10倍近くに腫大、肝臓は2倍近くに腫大する。
発症要因が同じであるため、A型とB型は症状が似ているが、より重症で急速に進むのがA型である。そのためA型は急性神経型と呼ばれる。A型は、生後数か月で肝臓や脾臓の腫大から発症することが多い。次いで神経症状として哺乳障害がおこり、この頃に筋緊張低下が生じる。また、反復性の嘔吐がみられるようになり、さらに骨髄や神経節を含むすべての中枢神経系が影響を受けるため、重篤な神経学的異常が生じる。生後6ヶ月以降、運動発達遅滞が明らかとなり、進行すると筋緊張によって生じる痙縮と固縮が著明になる。筋緊張の低下によって、座れるようになってから以降の発達は見られることはなく、首が座るなどのすでにできるようになっていたことも徐々にできなくなっていく。腱反射は弱くなるか、消失することが多い。眼底にはチェリーレッド斑(cherry-red spot)と呼ばれる黄斑が赤く見える症状が約半数の患者で現れる。進行すると、やせて手足が細くなり、腹部だけが目立つようになる。痙性などの症状も現れ、周囲への反応もなくなる。皮膚が黄色や黄土色を呈し、黄色腫が生じる場合もある。通常、生後3年程度で死に至る。
B型では内臓腫大や肝硬変をきたすが、神経学的症状は出現しない。1歳から2歳ごろに肝脾腫で発見され、肝硬変を呈するが、成年期まで生存することがある。A型ではほぼ同じような発症年齢、臨床経過をたどるのに対し、B型ではばらつきが大きい。通常の健康診断などによって乳児期から幼児期に発見されることもあれば、成人になってから脾腫から診断される例もある。肝脾腫は小児期には目立つが、発育とともに目立たなくなる。ほとんどの例で、肺レントゲン像において肺浸潤影などの所見がみられる。さらに年を重ねると労作時に呼吸困難、肺性心（心臓の右心室肥大）が生じることもある。神経症状が出現しないことが特徴であるが、A型と同じように網膜にチェリーレッド斑が現れる例や末梢神経のシュワン細胞に異常を示す例、小脳性運動失調を伴う例の報告もある。
A型からB型までの症状に多様性がおこる原因は明らかではないが、酸性スフィンゴミエリナーゼ活性の残存の程度が症状の多様性に関連していると考えられている。

### C型
ニーマン・ピック病C型は主に小児期の疾患とされるものの、A型やB型とは異なりあらゆる年齢で発症する。慢性神経型と呼ばれ、脾腫のほかに、嚥下障害、笑うと脱力するカタプレキシー、発達の遅れなどの中枢神経障害が現れる。進行性で多彩な神経症状が特徴。発症時期によって、周産期型、乳児早期型、乳児後期型、若年型、思春期・成人型に分けられ、それぞれ顕著な症状が異なる。神経症状としては、失調、認知症、垂直眼球運動障害はどの年齢においてもみられる。また、注意すべき症状として神経麻痺に伴う嚥下困難があるが、これは誤嚥性肺炎につながり予後を左右する。
周産期型では、胆汁うっ滞や黄疸で発見され、通常は2～4ヵ月で改善するが、約10%の症例で肝不全に移行し6ヵ月までに死亡する例もある。また肝脾腫とともに肺の病気によって呼吸不全に至る例もある。乳児早期・後期型では肝脾腫のほかに、発達の遅れや運動障害（歩行障害など）、カタプレキシーが生じる。ただし、成人期に比べると特徴的な神経症状は少ない。小児期にはカタプレキシーに加え、けいれんなどの症状があらわれるジストニアなどの神経症状が出現し、学業不振や知的退行、問題行動が目立つようになる。若年型では脾腫は認めないことが多いが、書字困難や集中力低下などのほか、運動障害による歩行の不安定、嚥下障害などが現れる。痙性麻痺を合併することもある。思春期・成人型では、妄想、幻視、幻聴などの精神症状や攻撃性を示すなどの行動異常がみられる。運動障害としてはけいれんなどの意図しない筋収縮（ジストニア）、舞踏運動、パーキンソン病と似た症状（パーキンソン症候群）を認める。

## 検査・診断

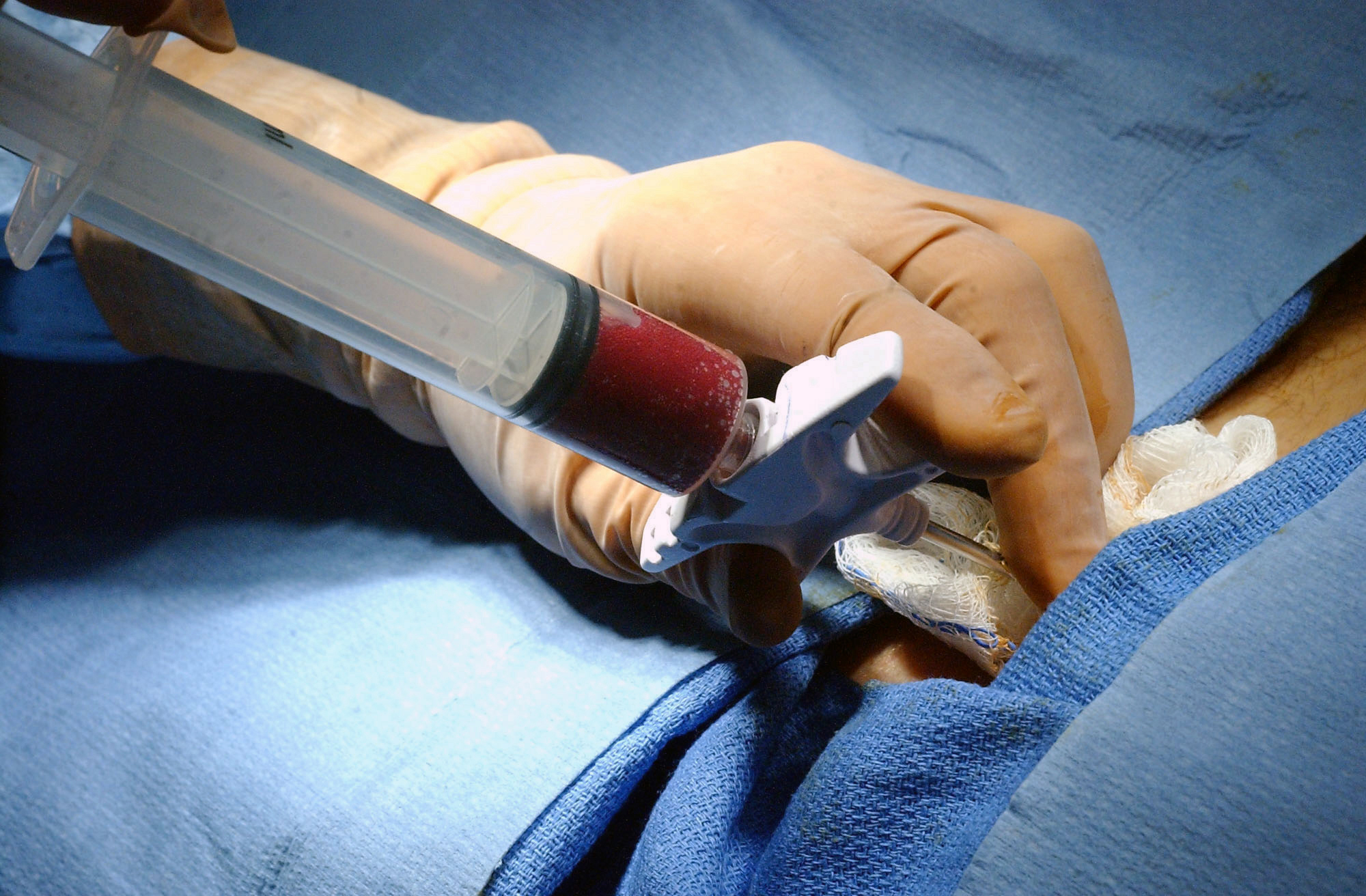
骨髄穿刺

もっとも一般的な検査は骨髄穿刺であるが、患者への負担は大きい。脾腫などの特徴的な症状がみられ、ニーマン・ピック病が疑われる場合に行う。骨髄穿刺は、針を骨盤の後腸骨棘（小児の場合は前腸骨稜でも可能）に穿刺し、骨髄液を吸入採取する。採取後、骨髄液を薄く広げて標本にした骨髄塗抹標本において、前述の泡沫細胞（ニーマン・ピック細胞）が観察される。また、A型では、眼底検査において約半数に前述のチェリーレッド斑を認めることができる。網膜の色素異常を起こすこともあり、網膜電位図(ERG)で異常がみられることが多い。末梢神経における伝導速度は遅くなる。呼吸障害は顕著ではないが、肺レントゲン像では肺浸潤影などの所見がみられることが多い。C型では骨髄検査および遺伝子検査以外の臨床検査（血液検査など）での特徴的な異常は確認できない。
そのほか病理組織学的には、脾臓では脾洞とよばれる部位において泡沫細胞（ニーマン・ピック細胞）の浸潤を認め、肝臓でも空胞をもった大型のクッパー細胞（肝臓に存在するマクロファージ）が現れる。肺重量も増加し、リンパ管、肺動脈、肺胞への泡沫細胞浸潤がみられる。

### 診断
A型の診断では、肝脾腫、発達の退行、腱反射減弱・消失、チェリーレッド斑の存在、胸部レントゲン検査、網膜電位図(ERG)、末梢神経伝達速度、骨髄穿刺によるニーマンピック細胞の存在などから診断を行う。B型においては、神経症状がみられないため、肝脾腫、胸部レントゲン検査、骨髄穿刺によるニーマンピック細胞の存在などから疑う。それぞれの確定診断としては、培養皮膚の線維芽細胞における酸性スフィンゴミエリナーゼ（ASM）の酵素診断を行う。原因遺伝子のSMPD1の変異の解析でも診断が可能である。
C型は、A型・B型と異なり早期の治療介入で予後を改善しうるが、特異的な症状が乏しく、疾患自体が稀なため診断が困難である。このため、2010年に一般臨床医がスクリーニングの補助となるよう設計された「ニーマン・ピック病C型を疑う指標」（NP-C-SI, Niemann-Pick type C Suspicion Index）と呼ばれるチェックシートが、小児科医、神経科医、精神科医、生物統計専門家からなる国際チームによって開発された。NP-C-SIは、スイス製薬企業のアクテリオンのWebサイトで、医療関係者向けとして公開されている（http://www.npc-si.jp/public/）。Web上のサイトに内臓症状、神経症状、および精神症状についてのチェックリストを入力していくと、ニーマン・ピック病C型である可能性を予測スコアとして算出し表示する。ただし、4歳以下で神経症状の少ない例では誤診する可能性があることに注意して使用する必要がある。2015年現在、4歳未満用の新たなスクリーニングツールの公開が予定されている。
C型の確定診断は、前述の骨髄検査によって作成した骨髄塗抹標本や、原因遺伝子のNPC1あるいはNPC2の変異の同定、遊離コレステロールを特異的に結合するフィリピンの染色を皮膚生検による培養皮膚繊維芽細胞に用いて、細胞内コレステロールの蓄積を証明する方法などがある。このうち、培養細胞のフィリピン染色は培養に時間がかかるほか、成人期発症例では偽陽性となりやすいことから、血清を用いた染色法も提案されている。ただし、この血清を用いた方法もA型やB型をC型と過剰診断する可能性がある。その一方、新たな検査法として、特異度・感度が高い（つまり、実際の疾患の有無と検査結果がより一致しやすい）血清オキシステロール検査が確立されている。ドイツとイタリアではこの検査の普及によって、2013年から2014年にかけてニーマン・ピック病症例数が急増している。ただし、シトリン欠損症でもオキシステロールがやや上昇するため、シトリン欠損症が比較的多い日本においてはこれらとの鑑別も必要となる。

### 出生前診断
遺伝子検査や酵素解析などによる出生前診断が可能である。遺伝子解析では、両親および兄弟の遺伝子解析を行い、同じ遺伝子の変異を同定する方法で行う。酵素検査では、A型・B型においては酸性スフィンゴミエリナーゼ活性を酵素測定することによって、C型では羊水中に含まれる羊水細胞や絨毛細胞におけるコレステロール蓄積の測定によって行う。

## 治療・予後
A型およびB型と、C型とでは原因が異なるため、治療・予後ともに異なる。

### A型およびB型
A型は著しく予後が悪く、生後3年程度で死亡する。B型では症状の程度によって成年期まで生存することもある。
治療法として骨髄移植がある。肝脾腫の改善などがみられるが中枢神経には無効であり、死亡が避けられるわけではない。B型でも肝脾腫大の縮小や肝臓内のスフィンゴミエリンの減少などが観察されているが、骨髄移植の有効性は明確に立証されていない。また、異常な酵素の代わりとして正常な酵素を外から補充する酵素補充療法の効果が期待されている。ただし、この療法もマウスの実験段階では中枢神経系への効果は認められず、治療によって生命予後は変化していない。そのため、神経症状のないB型に関しては、2015年現在欧米などで臨床試験中である。そのほかの治療は症状を緩和するための対症療法に限られ、2015年現在、有効な根治療法は存在しない。
2021年、サノフィ株式会社は、ヒト酸性フィンゴミエリナーゼ製剤「olipudase alfa」について、成人および小児における非中枢神経系病変に対する唯一の治療法として、世界で初めて日本で承認申請をしたと発表した。

### C型
予後は発症時期によって異なり、発症後10年間の死亡率は未治療の場合、2歳未満の発症の場合はほぼ100%、2歳から11歳までの場合83%、11歳以上の場合は32%となっている。神経症状のひとつである嚥下障害にともなう合併症として誤嚥性肺炎があり、治療を行わない場合の死亡リスクが高いものの、治療薬の開発によって大きく改善してきている。
C型の治療薬としては、一般名「ミグルスタット」（商品名「ブレザーベス」）が開発され、複数の国で承認されている。ミグルスタットの投与によって生存率は大きく改善している。この治療薬は、C型において蓄積する代謝物の一つであるグルコシルセラミドの生成を抑制する。これによって、神経症状発現の遅延や、生存期間の延長、脳におけるガングリオシド蓄積の抑制などの効果があるとされる。神経症状発症前の使用で発症を予防できる可能性も報告されている。ただし、腸内にガスがたまる鼓腸や、下痢、体重増加不良、振戦などの副作用もあり、さらに肝脾腫などへの効果はないとされる。その他の治療薬としては、シクロデキストリンが、治験中の人道的使用（Compassionate Use）としてアメリカ食品医薬品局（FDA）から認められており、ミグルスタットとの併用で肝脾腫の縮小などが報告されている。
そのほか、対症療法として、嚥下障害が認められる場合の胃瘻、気管切開や、眼球乾燥を防ぐ点眼なども考慮される。